# Marie Adéla Francouzská
Marie Adéla Francouzská (francouzsky Marie Adélaïde de France; 23. března 1732, Versailles – 27. února 1800, Terst) byla čtvrtá dcera a šestý potomek francouzského krále Ludvíka XV. a jeho manželky, polské princezny Marie Leszczyńské. Jako dcera francouzského krále měla již od narození titul fille de France, tedy dcera Francie. Roku 1777 se, společně se sestrou Žofií Alžbětou, stala vévodkyní z Louvois a to především díky jejich synovci Ludvíkovi XVI., který pro ně úřad založil.

## Život

### Mládí

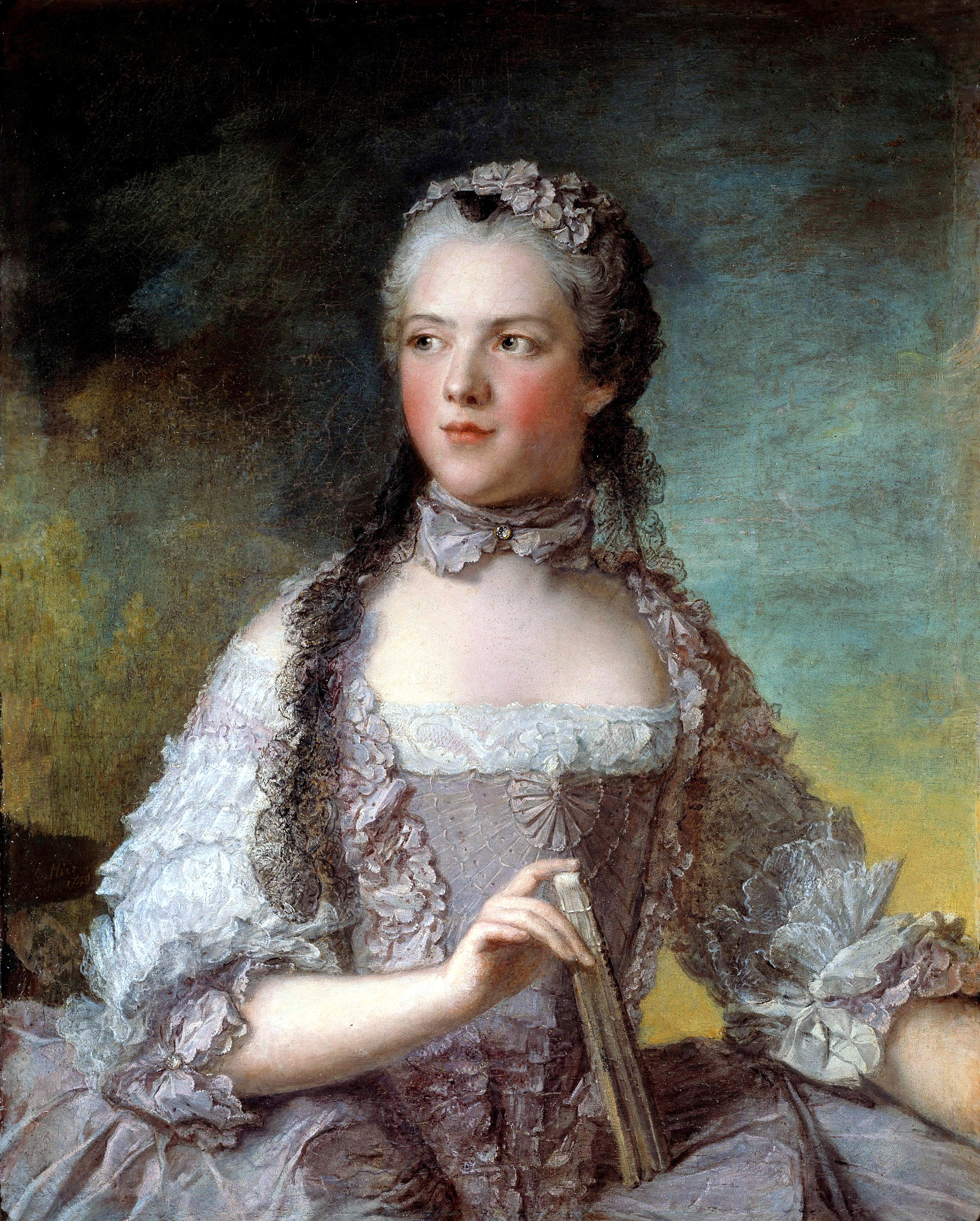
Princezna Marie Adéla v roce 1749

Marie Adéla se narodila 23. března 1732 ve Versailles, kde také byla společně se sourozenci Annou Jindřiškou a Ludvíkem vychovávána. Krom Anny a Ludvíka měla ale i další čtyři sestry: starší Luisu Alžbětu a mladší Viktorii Luisu, Žofii Alžbětu a Luisu Marii. Ty ale byly vychovávány a vzdělávány v klášteře Fontevrault, protože výchova ve Versailles a tituly pro všechny dcery by znamenaly příliš velké finanční výdaje. Toto řešení navrhl králi Ludvíkovi kardinál de Fleury, který měl na hlavu státu velký vliv. Původně měla i Marie Adéla vyrůstat v klášteře Fontevrault, avšak po prosbě k otci Ludvíkovi jí bylo dovoleno zůstat ve Versailles. Její osobní vychovatelkou se stala Marie Isabela de Rohan, vévodkyně de Tallard.

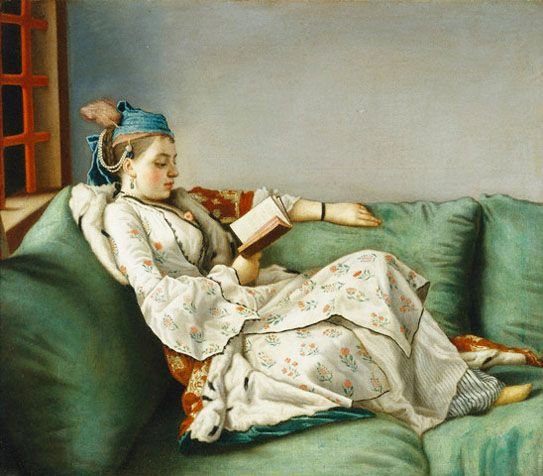
Obraz Marie Adély od Jeana-Étienna Liotarda

Marii Adéle byla hudebně nadaná a měla vlohy pro hru na hudební nástroje. Zpočátku se jí u dvora říkalo Madame Quatrième, nicméně, když roku 1733 zemřela její sestra Luisa Marie, začala být oslovována jako Madame Troisième.

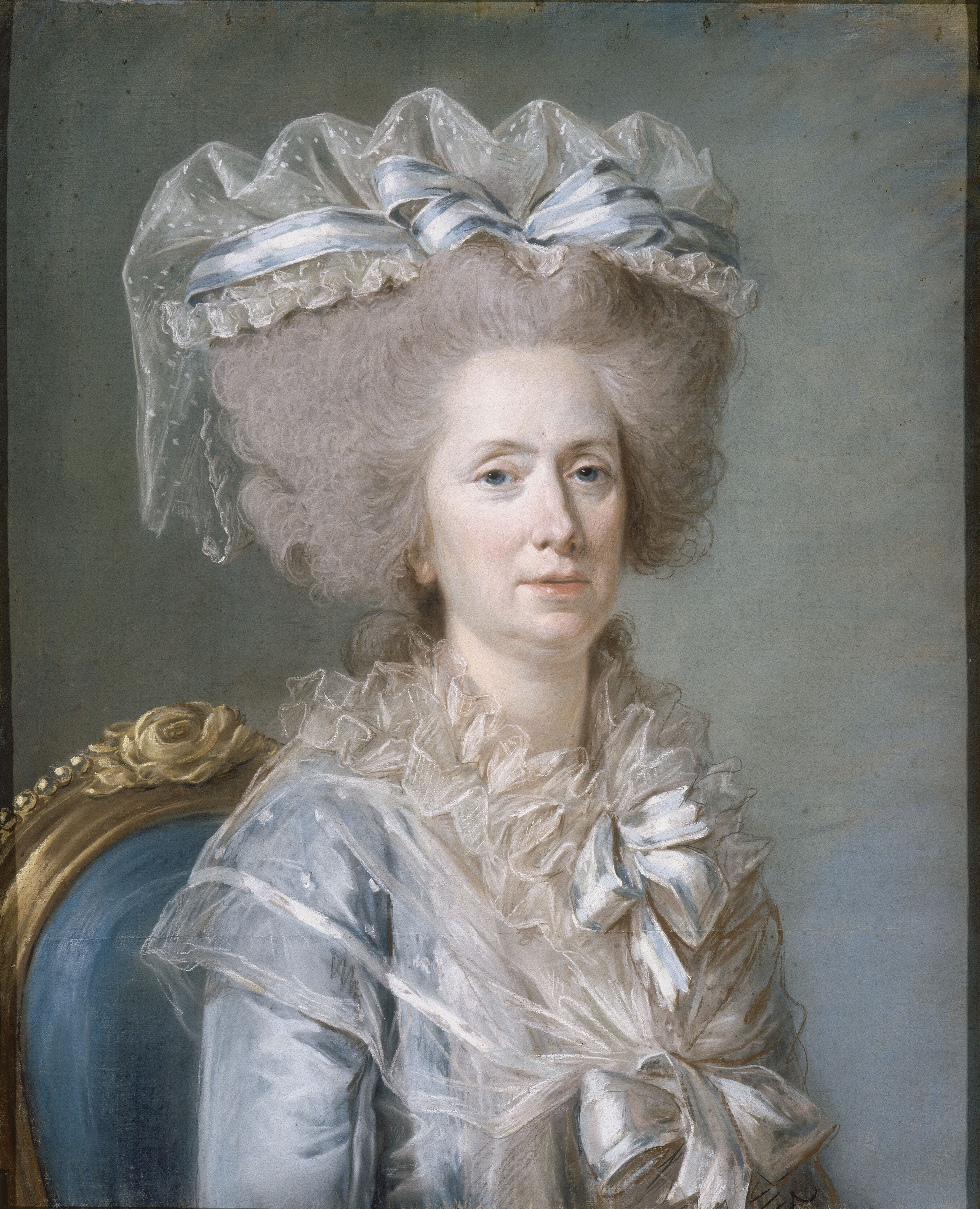
Marie Adéla v posledních letech života

Marie Adéla nebyla nikdy provdána, stejně jako většina jejích sester – pouze Luisa Alžběta, starší ze dvojčat, která se narodila roku 1727, se provdala. Když Marie Adéla dosáhla věku vhodného na vdavky, stále nebyl na obzoru žádný nápadník. Společně s rodiči se nakonec rozhodli, že je lepší zůstat neprovdaná, než se provdat za šlechtice nižšího než královského původu. Bylo navrhováno, aby se seznámila s Františkem Xaverem Saským, nicméně, z této známosti nic nevzešlo.

### Neprovdaná princezna
Roku 1745 se král Ludvík XV. začal stýkat s Madame de Pompadour a toho roku se stala i jeho milenkou. S otcovým rozhodnutím nesouhlasila jak Marie Adéla, tak zbytek jejích sester, které se neprovdaly a zůstaly u dvora. Společně se tedy pokusily otci rozmluvit jeho pletky s neurozenou markýzou. Toto snažení ale vyšlo naprázdno.
Okolo roku 1750 se začal zdravotní stav Madame de Pompadour zhoršovat. Marie Adéla se v té době stala nejoblíbenější Ludvíkovou dcerou a protože byla i dobrou jezdkyní, jezdila s ním na hony, kde ho, mimo jiné, bavila konverzací. Takové zlepšení vztahu mezi dcerou a otcem rozvířilo klepy, některé dokonce mluvily o incestním vztahu. Marie Adéla také údajně měla být i biologickou matkou francouzského diplomata jménem Louis Marie de Narbonne-Lara († 1813). Neexistují ale žádné důkazy, které by to potvrdily.
Marie Adéla byla popisována jako inteligentní dáma a jako jediná z dcer Ludvíka XV. měla politické ambice. Nicméně, její pokus o získání politického vlivu pomocí bratra Ludvíka Ferdinanda byl neúspěšný. Krátce nato se pokusila o to samé se synovcem a francouzským dauphinem – opět neúspěšně. Krom politiky se ale věnovala i hudbě, podobně jako její sourozenci. Údajně ji hluboce ovlivnila smrt sestry Anny Jindřišky, které bylo pouze čtyřiadvacet let, když zemřela na pravé neštovice.
V pozdějších letech, přibližně od roku 1770, byla Adéla se svými sestrami popisována jako zahořklá stará ježibaba, která své dny tráví klábosením a pletením ve svých komnatách. Údajně také často oblékala nevhodné oblečení. Nicméně, i přesto společně s Marií Josefínou Savojskou doprovázela Marii Antoinettu na diplomatických setkáních a dalších akcích.
Když Madame de Pompadour jako královu milenku nahradila Madame du Barry, Ludvíkovi potomci znovu proti jeho milence protestovali. Když se Marie Antoinetta jako čtrnáctiletá stala dauphinkou, snažila se Marie Adéla získal její podporu v boji proti nesnesitelné králově milence, nicméně, matka Marie Antoinetty, Marie Terezie, byla proti tomu a tak se plány Marie Adély nezdařily. Marie Adéla si proto mladou dauphinku rychle znepřátelila a údajně byla jednou z prvních, kdo ji začali nazývali „tou Rakušankou“. Roku 1765 zemřel Mariin bratr Ludvík Ferdinand a když o dva roky později následovala i jeho manželka Marie Josefa, převzala Marie Adéla kontrolu nad výchovou mladého Ludvíka Augusta (později známý jako Ludvík XVI., král francouzský).

### Útěk z Versailles
6. října 1789 opustila Marie Adéla i se zbytkem královské rodiny Versailles. Společně se sestrami se usadila na zámku asi 9 mil od Paříže. Nakonec kvůli protikatolickým zákonům museli opustit Francii úplně a tak se přesunuli do Itálie. Při cestě k italským hranicím byla rodina u Arnay-le-Duc zatčena. Nakonec jim ale bylo umožněno pokračovat v cestě. V Turíně Marie Adéla navštívila svoji neteř Marii Klotildu. 16. dubna 1791 dorazila do Říma, avšak v důsledku rozšíření revoluční nálady po Itálii se nakonec musela přesunout až do Neapole. Tam se zase seznámila s Marií Karolínou, sestrou Marie Antoinetty. Roku 1799 se Marie Adéla i s celou rodinou přestěhovala do města Korfu, nakonec se ale usadili ve městě Terst. Tam 27. února 1800 jako sedmašedesátiletá princezna Marie zemřela. Krátce před ní na rakovinu prsu zemřela i její sestra Viktorie a těla obou sester se v rámci restaurace Bourbonů vrátila do Francie, kde byla v bazilice Saint-Denis pohřbena.

## Vývod z předků
|                         |                          |  |                      |                                |  |  |  |  |  |  |  | Ludvík XIV. |
|                         |                          |  |                      |                                |  |  |  |  |  |  |  |             |
|                         | Ludvík Francouzský       |  |                      |                                |  |  |  |  |  |  |  |             |
|                         |                          |  |                      |                                |  |  |  |  |  |  |  |             |
|                         |                          |  |                      | Marie Tereza Habsburská        |  |  |  |  |  |  |  |             |
|                         |                          |  |                      |                                |  |  |  |  |  |  |  |             |
|                         | Ludvík Francouzský       |  |                      |                                |  |  |  |  |  |  |  |             |
|                         |                          |  |                      |                                |  |  |  |  |  |  |  |             |
|                         |                          |  |                      | Ferdinand Maria Bavorský       |  |  |  |  |  |  |  |             |
|                         |                          |  |                      |                                |  |  |  |  |  |  |  |             |
|                         | Marie Anna Bavorská      |  |                      |                                |  |  |  |  |  |  |  |             |
|                         |                          |  |                      |                                |  |  |  |  |  |  |  |             |
|                         |                          |  |                      | Jindřiška Adéla Marie Savojská |  |  |  |  |  |  |  |             |
|                         |                          |  |                      |                                |  |  |  |  |  |  |  |             |
|                         | Ludvík XV.               |  |                      |                                |  |  |  |  |  |  |  |             |
|                         |                          |  |                      |                                |  |  |  |  |  |  |  |             |
|                         |                          |  |                      | Karel Emanuel II. Savojský     |  |  |  |  |  |  |  |             |
|                         |                          |  |                      |                                |  |  |  |  |  |  |  |             |
|                         | Viktor Amadeus II.       |  |                      |                                |  |  |  |  |  |  |  |             |
|                         |                          |  |                      |                                |  |  |  |  |  |  |  |             |
|                         |                          |  |                      | Marie Johanna Savojská         |  |  |  |  |  |  |  |             |
|                         |                          |  |                      |                                |  |  |  |  |  |  |  |             |
|                         | Marie Adelaide Savojská  |  |                      |                                |  |  |  |  |  |  |  |             |
|                         |                          |  |                      |                                |  |  |  |  |  |  |  |             |
|                         |                          |  |                      | Filip I. Orleánský             |  |  |  |  |  |  |  |             |
|                         |                          |  |                      |                                |  |  |  |  |  |  |  |             |
|                         | Anna Marie Orléanská     |  |                      |                                |  |  |  |  |  |  |  |             |
|                         |                          |  |                      |                                |  |  |  |  |  |  |  |             |
|                         |                          |  |                      | Henrietta Anna Stuartovna      |  |  |  |  |  |  |  |             |
|                         |                          |  |                      |                                |  |  |  |  |  |  |  |             |
| Marie Adéla Francouzská |                          |  |                      |                                |  |  |  |  |  |  |  |             |
|                         |                          |  |                      |                                |  |  |  |  |  |  |  |             |
|                         |                          |  | Bogusław Leszczyński |                                |  |  |  |  |  |  |  |             |
|                         |                          |  |                      |                                |  |  |  |  |  |  |  |             |
|                         | Rafael Leszczyński       |  |                      |                                |  |  |  |  |  |  |  |             |
|                         |                          |  |                      |                                |  |  |  |  |  |  |  |             |
|                         |                          |  |                      | Anna Dönhoff                   |  |  |  |  |  |  |  |             |
|                         |                          |  |                      |                                |  |  |  |  |  |  |  |             |
|                         | Stanislav I. Leszczyński |  |                      |                                |  |  |  |  |  |  |  |             |
|                         |                          |  |                      |                                |  |  |  |  |  |  |  |             |
|                         |                          |  |                      | Stanisław Jan Jabłonowski      |  |  |  |  |  |  |  |             |
|                         |                          |  |                      |                                |  |  |  |  |  |  |  |             |
|                         | Anna Leszczyńska         |  |                      |                                |  |  |  |  |  |  |  |             |
|                         |                          |  |                      |                                |  |  |  |  |  |  |  |             |
|                         |                          |  |                      | Marianna Kazanowska            |  |  |  |  |  |  |  |             |
|                         |                          |  |                      |                                |  |  |  |  |  |  |  |             |
|                         | Marie Leszczyńská        |  |                      |                                |  |  |  |  |  |  |  |             |
|                         |                          |  |                      |                                |  |  |  |  |  |  |  |             |
|                         |                          |  |                      | Krzysztof Opaliński            |  |  |  |  |  |  |  |             |
|                         |                          |  |                      |                                |  |  |  |  |  |  |  |             |
|                         | Jan Karel Opalinský      |  |                      |                                |  |  |  |  |  |  |  |             |
|                         |                          |  |                      |                                |  |  |  |  |  |  |  |             |
|                         |                          |  |                      | Teresa Konstancja Czarnkowska  |  |  |  |  |  |  |  |             |
|                         |                          |  |                      |                                |  |  |  |  |  |  |  |             |
|                         | Kateřina Opalinská       |  |                      |                                |  |  |  |  |  |  |  |             |
|                         |                          |  |                      |                                |  |  |  |  |  |  |  |             |
|                         |                          |  |                      | Adam Uriel Czarnkowski         |  |  |  |  |  |  |  |             |
|                         |                          |  |                      |                                |  |  |  |  |  |  |  |             |
|                         | Žofie Czarnkowská        |  |                      |                                |  |  |  |  |  |  |  |             |
|                         |                          |  |                      |                                |  |  |  |  |  |  |  |             |
|                         |                          |  |                      | Teresa Zaleska                 |  |  |  |  |  |  |  |             |
|                         |                          |  |                      |                                |  |  |  |  |  |  |  |             |